# Červený kostel (Teplice)
Kostel Nejsvětějšího Srdce Ježíšova nebo též Nejsvětějšího (Božského) Srdce Páně v Teplicích-Trnovanech, zvaný Červený kostel (název je odvozen z barvy keramického obkladu), je římskokatolický farní kostel v městské části Teplice-Trnovany. Jde o trojlodní baziliku v novogotickém stylu se zvonicí vysokou 47 metrů. Autorem návrhu je teplický architekt Gustav Jirsch.

## Historie
Trnovany byly až do poloviny 20. století samostatnou obcí. Přestože na konci 19. století prodělaly nebývalý hospodářský vzestup a měly přes 12 000 obyvatel, katolický kostel jim chyběl. Spolek pro jeho výstavbu shromažďoval finance už od roku 1895, se stavbou se nicméně mohlo začít až roku 1907. Vybraná lokalita na někdejší návsi, na centrální křižovatce s Císařskou, dnes Masarykovou třídou, vyžadovala náročné technické řešení stavby, protože bylo mimo jiné nutno přeložit koryto Bystřice, protékající středem návsi. Kostel byl dokončen a vysvěcen 24. října 1909.
Duchovní správci kostela jsou uvedeni na stránce: Římskokatolická farnost Teplice.

### Mobiliář
Neogotický interiér je převážně původní, některé jeho části jsou však starší, než kostel sám. Pravý boční oltář sem byl přenesen z kaple sv. Rocha, která stávala původně na návsi, přeměněné po dokončení kostela na park. V kapli sv. Kříže se nachází původní oltář z dívčí školy. V levé lodi najdeme oltář s obrazem Madony jako ochránkyně Trnovan ve stylu beuronské umělecké školy. Nástěnné malby v interiéru zhotovil ve třicátých letech malíř Alfred Böhm.

## Galerie

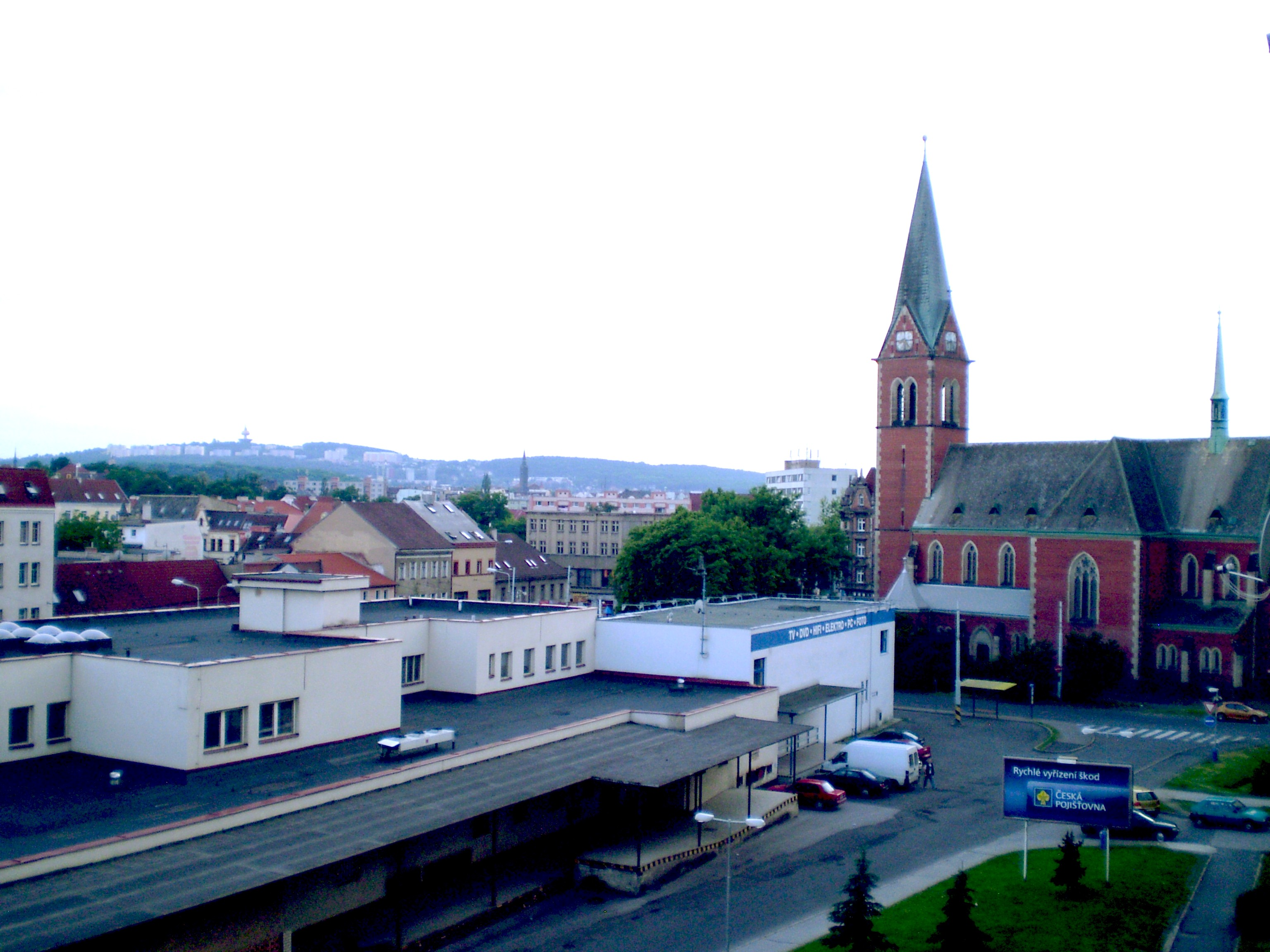
Vzdálenější pohled na kostel Nejsvětějšího Srdce Páně v Teplicích-Trnovanech
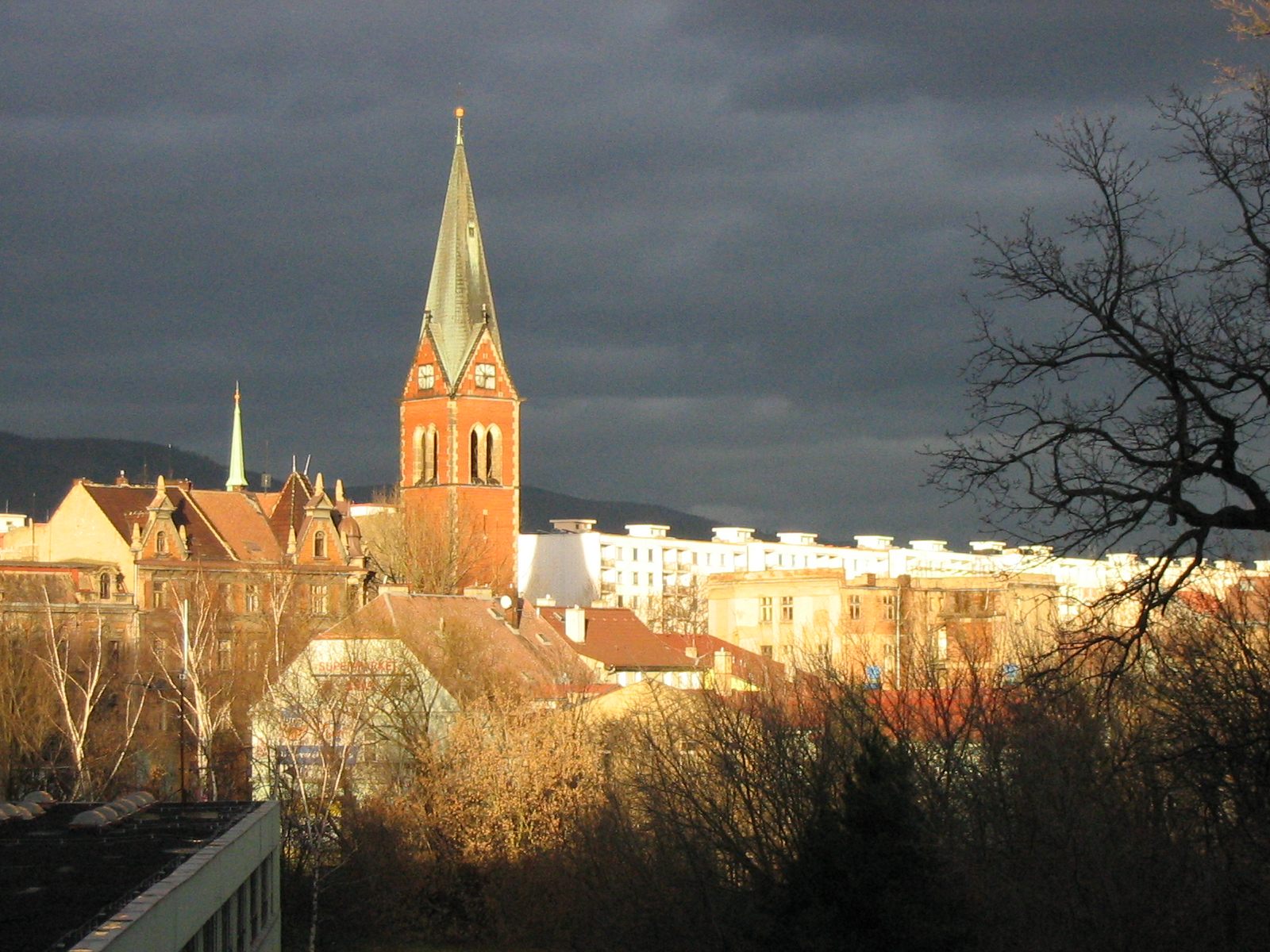
Večerní pohled na kostel Nejsvětějšího Srdce Páně v Teplicích-Trnovanech
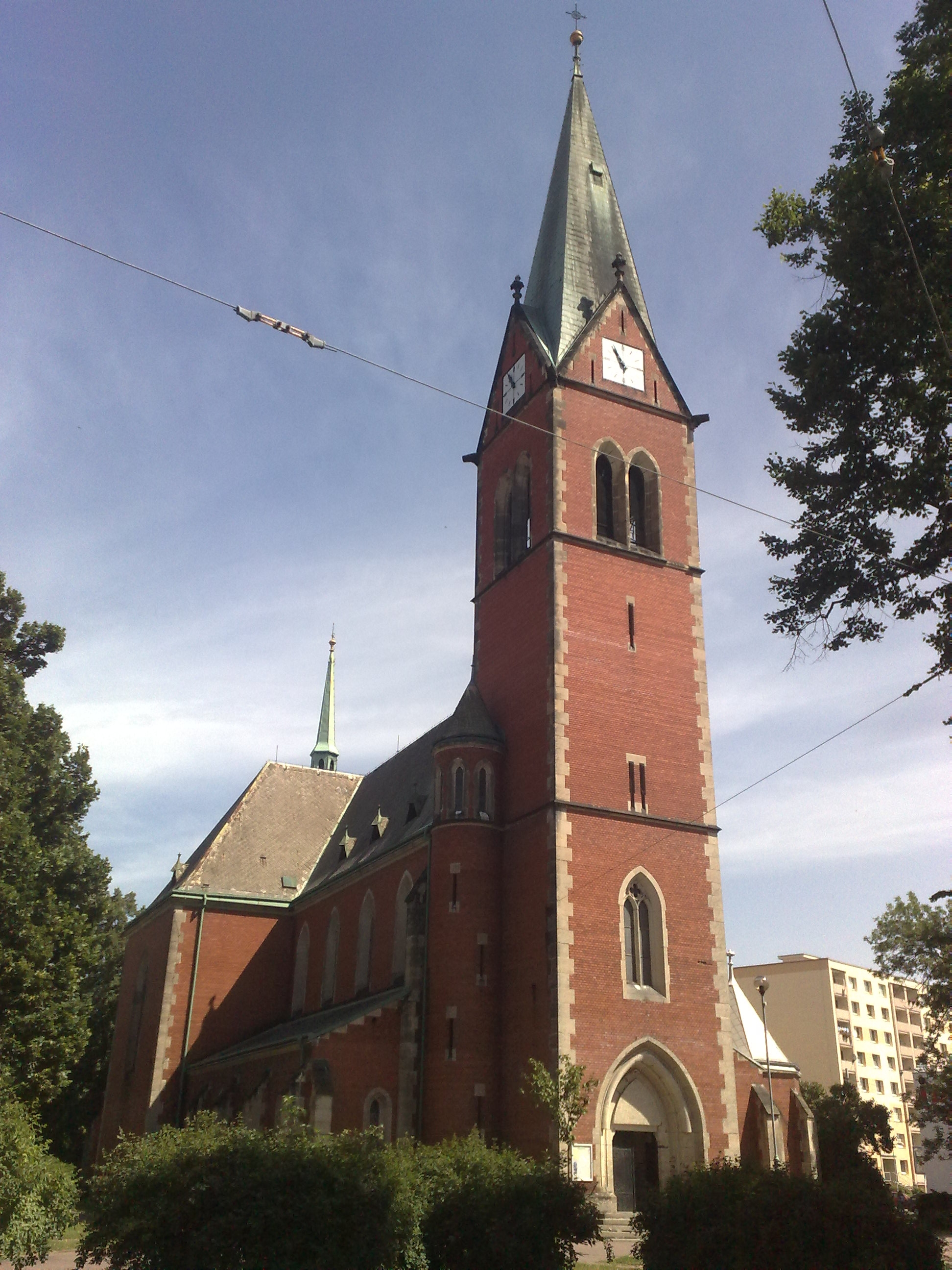
Pohled na vstup do kostela Nejsvětějšího Srdce Páně v Teplicích-Trnovanech